# Fioravanti Alonso di Piero
Fioravanti Alonso di Piero (Itatinga, 13 de maio de 1904 – 22 de março de 2006) foi um médico brasileiro.
Foi eleito membro da Academia Nacional de Medicina em 1956, ocupando a Cadeira 17, que tem Carlos Pinto Seidl como patrono.